# Juan Gil
Juan Gil (Olvés, c. 1500-Sevilla, noviembre de 1555) fue un teólogo protestante, procesado y sentenciado a muerte por la Inquisición, también conocido por su nombre latinizado, el Doctor Egidio.

## Biografía
Profesor en la Universidad de Alcalá de Henares hasta finales de la década de 1530, formaba parte de las clientelas del inquisidor general Alonso Manrique, y cuando éste se retiró a Sevilla en 1529, huyendo del ambiente pesado de la Corte, le hizo venir y elegir a la canonjía magistral de la catedral hispalense.
Allí desempeñó su labor, difundiendo una sensibilidad religiosa que entroncaba directamente con el ambiente erasmista y valdesiano, gratos al arzobispo Manrique. Paulatinamente derivó hacia una mística de la justificación por la fe y se convirtió en uno de los más amplios difusores de la sensibilidad religiosa protestante en Sevilla, pero también en Valladolid y en Aragón, de donde era originario.
Fue condenado en 1552 una primera vez por el Santo Oficio, obligado a retractarse un domingo de gran afluencia en la catedral, el 21 de agosto de 1552jul., y una segunda vez después de fallecido, en 1560, cuando se confirmó su activo protagonismo como difusor de la fe reformada en la península; con este motivo sus huesos fueron desenterrados y quemados junto con los de Constantino de la Fuente, quien le había sucedido en la catedral.